# Georg Ganmar

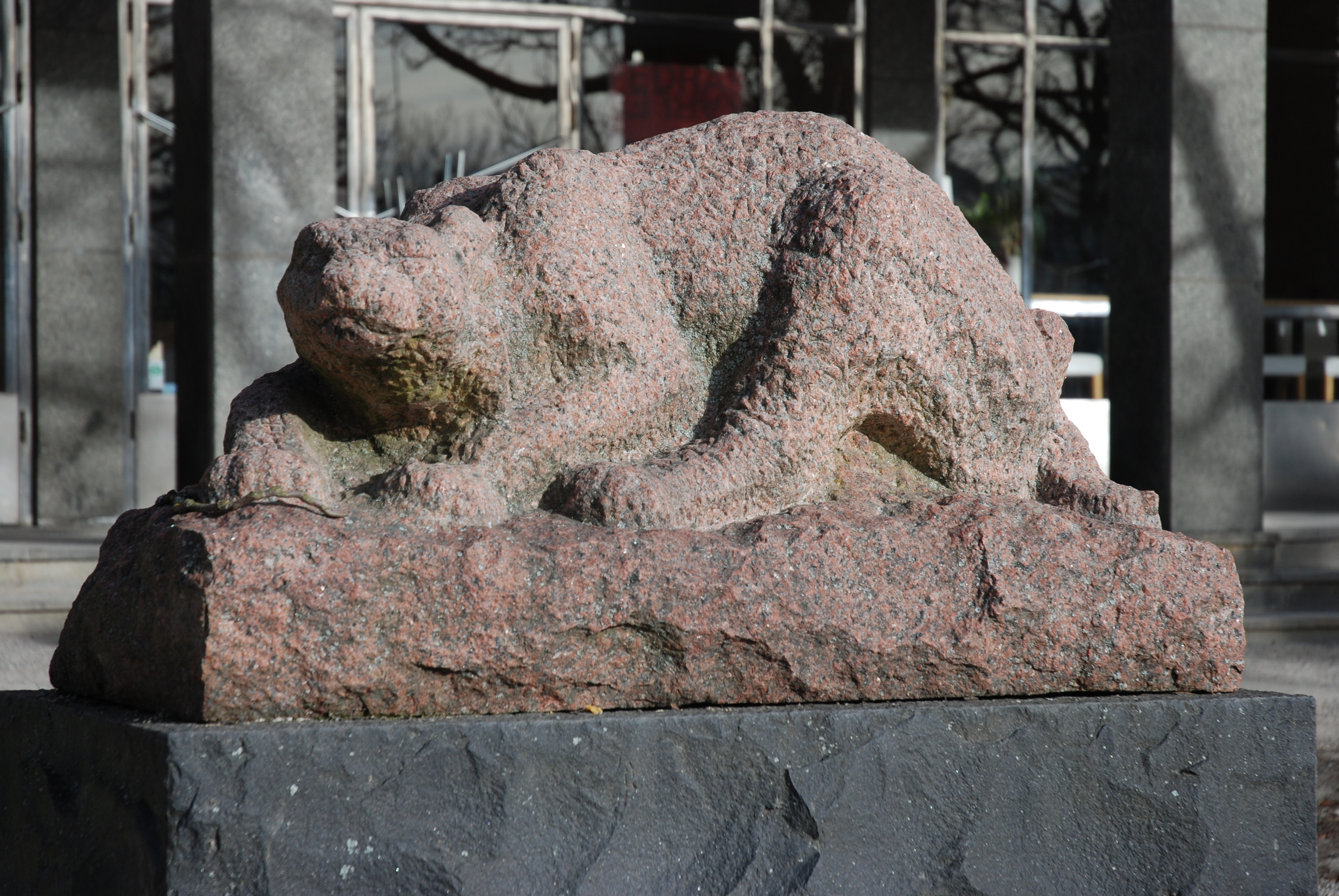
Lodjuret, Gubbängen i Stockholm.

Gustav Axel Georg Ganmar, ursprungligen Andersson, född 11 september 1916 i Kolbäcks församling, död 17 februari 1979 i Sankt Matteus församling i Stockholm, var en svensk skulptör.
Georg Ganmar arbetade som formgjutare på AB Kanthal i Hallstahammar, och utbildade sig därefter på Konstfack i Stockholm och vid Kungliga Konstakademien i Stockholm. Han arbetade huvudsakligen i sten, men också i brons och trä, företrädesvis med djurmotiv.

## Offentliga verk i urval
- "Mustang", brons, 1953

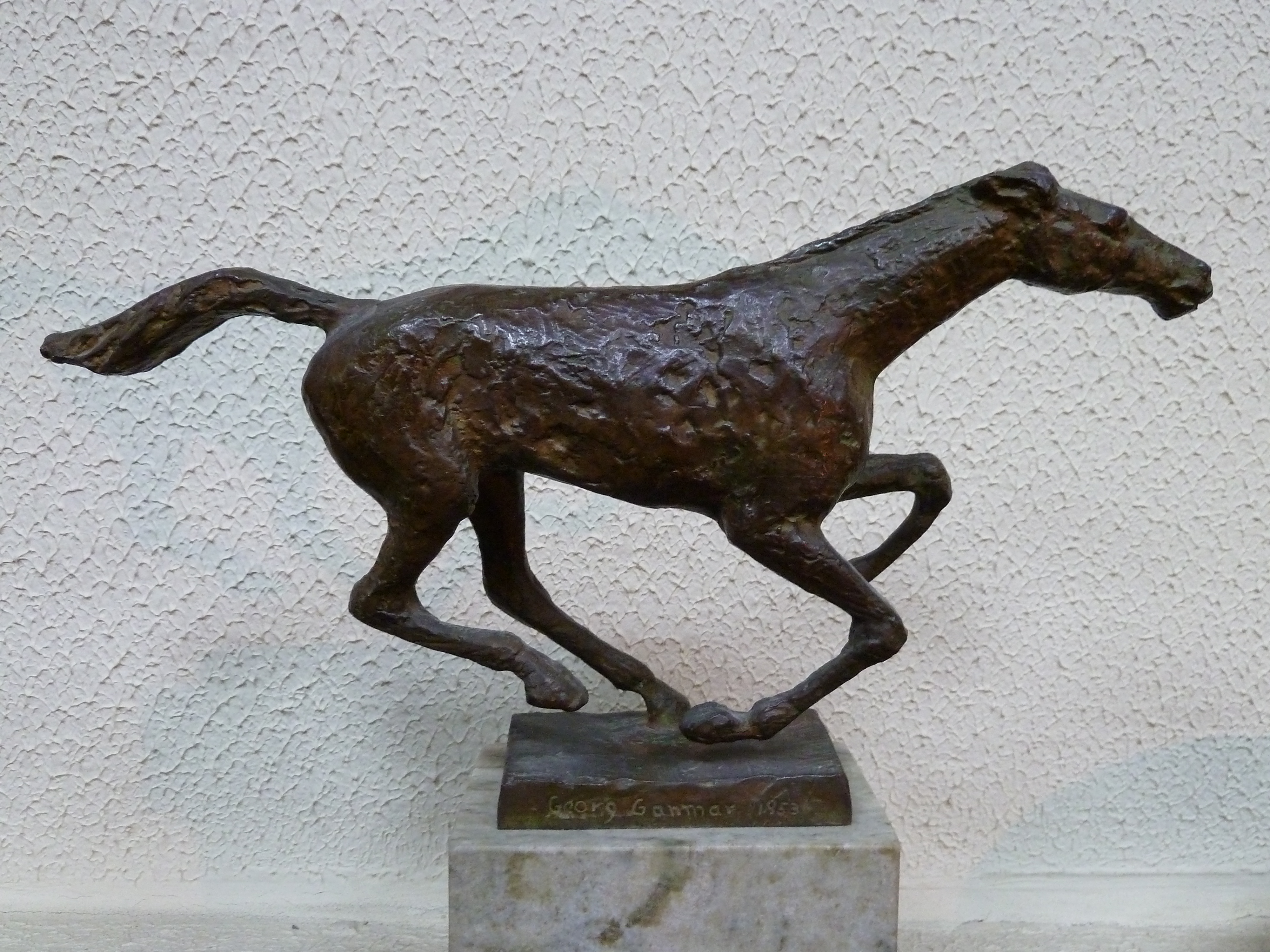
Mustang.

- Lekande uttrar, granit, 1956, utanför Vasens vård- och omsorgsboende, Kadettgatan 2/Norrbackagatan 6 i Stockholm
- Råbock, 1958,  Degerfors sjukhus
- Råbock, brons, 1960, Klartorpsskolan i Stockholm
- Lokatt, röd vångagranit, 1962, Maltesholmsskolan i Stockholm
- Spejande uttrar svart granit, 1962, Stockholms stads skoldirektion
- Lekande björnar, granit, 1966, Västergården i Västerås
- Rådjur, brons, 1967, vid Parkskolan i Hallstahammar
- Lokatt, gotländsk kalksten, 1967, Lindboskolan i Hallstahammar
- Lodjur, brons, 1966, Holmingegränd, Svinninge, Tensta, Stockholm
- Vildsvin, röd vångagranit, 1968, Holmingegränd, bostadsområdet Enbacken, Svinninge, Tensta, Stockholm
- Vildsvin, granit, 1969, Barkarbyskolan i Järfälla kommun
- Lodjuret, röd granit, 1974, rest 1978, på Gubbängstorget i Gubbängen i Stockholm
- Lyssnande lodjur, brons, rest 1979, Stadsparken i Örebro

Ganmar finns representerad vid bland annat Örebro läns landsting.